# Раздорська сільська рада
Раздорська сільська рада (рос. Раздорский сельский совет) — муніципальне утворення у складі Камизяцького району Астраханської області, Російська Федерація. Адміністративний центр — село Раздор.

## Географічне положення
Сільська рада розташована у крайній східній частині району, простягаючись від північного кордону району до його південного, тим самим відділяючи 2 крайніх східних сільради від іншої території району. Територією сільради протікають протоки Волги Велика Чорна, Табола, Створненський Банк. На півдні сільрада виходить до берегів Каспійського моря і включає деякі заплавні острови. На крайньому півдні, в межах Каспійського моря, розташована пам'ятка природи «Хазовський». В центрі розташовані також Мінінський та Хрестовий біологічні заказники регіонального значення.

## Історія
Сільрада була утворена 1918 року і була твірною у Раздорській волості Астраханського повіту, яка також була утворена того ж року із частини Каралатської волості. У лютому 1919 року волость була ліквідована, сільрада увійшла до складу Камизяцької волості. З липня 1926 року сільрада підпорядковується новоствореному Камизяцькому району. Вже 2012 року до складу сільради була включена Каспійська сільська рада.

## Населення
Населення — 2496 осіб (2013; 2287 в 2010).
Національний склад:
- росіяни — 49%
- казахи — 48%
- інші — 3%

## Склад
До складу ради входять такі населені пункти:
| Населений пункт     | Населення, осіб (2010) | Населення, осіб (2013) |
| ------------------- | ---------------------- | ---------------------- |
| Азовський, селище   | 241                    | 268                    |
| Застінка, село      | 494                    | 563                    |
| Каспій, селище      | 310                    | 318                    |
| Раздор, село        | 1208                   | 1320                   |
| Ревін Хутор, селище | 34                     | 27                     |

## Господарство
Провідною галуззю господарства виступає сільське господарство, представлене 4 селянсько-фермерськими господарствами та 1 сільськогосподарським підприємством. У структурі угідь найбільшу площу займають рілля (47,1%), пасовиська (44,1%) та сінокоси (8,8%) . Тваринництво займається розведенням великої рогатої худоби, овець, кіз, коней та птахів. Відповідно основною продукцією виступають м'ясо, молоко, шерсть та яйця. Рослинництво займається вирощуванням овочів, зернових та картоплі. У сільраді розвинено рибальство — рибгосп «Ювілейний».
Серед закладів соціальної сфери у сільраді діють 2 фельдшерсько-акушерських пункти (Раздор, Застінка), дитячий садок (Застінка), 2 середні школи (Раздор, Застінка) у загальному на 774 місця, 2 будинки культури, сільська бібліотека. Діють також 14 магазинів та їдальня.
Транспорт у сільраді представлений автомобільною дорогою Камизяк-Тузуклей на півночі сільради, а також судноплавними протоками Волги.